# مدينة نشق
مدينة نشق (خربة البيضاء في اليوم الحاضر) هو اسم مدينة أثرية تقع في جنوب الجزيرة العربية في شمال محافظة الجوف في اليمن، في إقليم مملكة معين الأثرية.

## التاريخ
أطلق كربئيل وتر (حوالي 685 قبل الميلاد) حملة عسكرية لاحتلال مدينتي نشن ونشق وأستمر ثلاثة أعوام. في النهاية، أستطاع من إخضاع المدينتين، وكرس انتصاره لإلهه المقه.
عام 25 قبل الميلاد، ذكر أيليوس غالوس نشق باسم "نسكوس" خلال بعثته إلى العربية السعيدة بأوامر من أغسطس قيصر ضد سابا. لكن، انتهت البعثة بفشل حرج ولام الرومانيون مرشد من الأنباط اسمه "سيلاوس" بتضليلهم. ذكر العالم الجغرافي الإغريقي سترابو وأعتبر إيلي شرح يحضب كحاكم حضرموت في ذلك الوقت.